# Rafael Antonio Castellanos
Rafael Antonio Castellanos (* um 1725 in Santiago de Guatemala; † 1791 in Nueva Guatemala de la Asunción) war ein guatemaltekischer Komponist und Domkapellmeister des Spätbarock und der Vorklassik.

## Leben
Rafael Antonio Castellanos wurde in Santiago de Guatemala, heute Antigua Guatemala geboren. Seine Eltern waren Antonio Castellanos und Marcela de Quiròs. Sein musikalischer Werdegang wurde seinem Onkel, dem Domkapellmeister Manuel Joseph de Quirós anvertraut. Als Lehrling übte er sich auf der Violine und der Harfe und wurde von seinem Meister in der Komposition und der Kirchenmusik unterwiesen und ausgebildet. Seine »Zweite Lamentation« auf den biblischen Text des Propheten Jeremias, die er bereits 1740 als noch minderjähriger Lehrling des Meisters Quirós komponierte, weist bereits eine ungewöhnliche Fertigkeit und Ausdruckskraft auf. 
Ab 1745 wurde er Geselle und als solcher dem Orchester der Kathedrale als erster Geiger eingegliedert. Aus dieser Zeit stammen seine ersten Erfolge als Komponist, als verschiedene von seinen Werken aufgeführt wurden. Nach dem Tode seines Meisters Quirós 1765 wurde er vom Kirchenrat zum Kapellmeister ernannt. Unter seinen Pflichten befand sich die Leitung der Musik für die Messe- und Vespergottesdienste sowie die Komposition von neuen Werken für die einzelnen Liturgien des Kirchenjahrs. Nach dem schweren Erdbeben von 1773 wurde die Hauptstadt auf Befehl des Königs Karl III. von Spanien in ein nahe gelegenes Tal (wo sie sich bis zum heutigen Tag befindet) übersiedelt. 
Der Erzbischof Pedro Cortés y Larraz weigerte sich, mit zu übersiedeln, und so blieben die Mitglieder des Klerus sowie auch Kapellmeister Castellanos und seine Musiker an der Seite, bis sie Ende 1779 gezwungen wurden, die beschädigte Stadt zu verlassen und sich in die neue Hauptstadt zu begeben, die gerade im Bau war. Trotz der schwierigen Umstände war Castellanos in der Lage, die hohe Qualität der Kirchenmusik beizubehalten. Von 1780 bis zu seinem Tode im August 1791 schuf er eine Anzahl von hochwertigen Kompositionen, die von da an in der Kathedrale und verschiedenen Kirchen Mittelamerikas zur Aufführung gelangten.

## Werk
Von seinen Kompositionen sind 176 Werke erhalten geblieben. Dabei handelt es sich ausschließlich um Vokalmusik für eine oder verschiedene Singstimmen, sowie auch für Chor oder Doppelchöre. Die Begleitung ist stets für Continuo (Cembalo, Harfe, Barockgitarre plus Gambe, Fagott und Violone) mit zwei Violinen, diese oft chorisch. 
Dazu kommen noch in mehreren Werken Paare von Flöten, Oboen, Hörnern und Trompeten, und vereinzelt auch aus dem Gebrauch gekommene Instrumente wie Psalter, Hurdy-Gurdy oder Viola d’amore. Neben einer Anzahl von Kompositionen über lateinische Texte für den Vespergottesdienst besteht der Hauptanteil seines Werkes aus Kantaten und Villancicos für die Matin-Liturgie. Stilistisch ist die Musik dem Spätbarock und der Vorklassik zuzuordnen, mit drei Schichten bestehend Melodie (einschließlich zweite Stimmen), Bass und harmonischer Begleitung. 

### Kantaten
| - Adalides bizarros, 1765 - Serafines alados, 1765 - Los aires con silbos, 1766 - Conformes los astros, 1767 - Todo era confusiones, 1767 - Oh qué asombro, 1770? - Fénix raro, 1770? - Arca misteriosa, 1770? - Céfiros blandos, 1771 - Por valles y por montes, 1771 | - Gozosa está la Madre, 1771 - Si eres fénix sagrado, 1774 - Al Norte fija, 1780 - Dulces filomenas, 1780 - Albricias cuidadosas, 1780 - Bendito el Señor, 1787 - Resonad instrumentos, 1787 - Perlas suplicando, 1787 - Mil veces venturoso, 1788 - Qué es esto, 1788 | - Roma es, Pedro, tu silla, 1789 - Esa ostia soberana, 1789? - Alma dichosa - Cambiad el triste llanto, 1789 - Tus glorias se extienden - Logre el triunfo - Con repetidos gozos - Cielos abra la esfera |

### Kompositionen auf lateinische Texte
| - Aleph quomodo, 1740 - Dixit Dominus, 1770 - Invitatorium, 4. Modus, 1772 - Invitatorium, 1. Modus, 1774 | - Invitatorium, 8. Modus, 1774 - Incipit lamentationem, 1788? - Subvenite sancti Dei, 1788–89 | - Libera me Domine de viis inferni, 1789 - Domine, quando veneris, 1789 - Qui Lazarum, 1789 |

### Villancicos
| - Bonetero, 1758 - Diga plimiya, 1761 - Antón que se halla este año - Divino atlante, 1765 - Adalides bizarros, 1765 - Pastorcitas del alma, 1765 - Serafines alados, 1765 - Enfurecido el orbe, 1766 - Hoy un maestro de niños, 1766 - Ese pan del Cielo, 1767 - Entre tres estudiantes, 1767 - Señores yo soy Pascual, 1767 - Gertrudis siempre hermosa, 1768 - Vuestros timbres, Señor, 1768 - Paranomasías, 1768 - Tierno llorar, 1768 - Montes de Palestina, 1768 - Al prognóstico nuevo, 1768 - Al demonio una vaya, 1769 - Unos pobres herreritos, 1769 - Navecita que al mar, 1770 - El negro maitinero, 1770? - Esta noche es noche y día, 1770 - Pues mi Dios ha nacido, 1773? - A siñola plima mía, 1773 - Viuda de Onofre, 1774 | - Las pastoras, 1774 - Atención que un extranjero, 1774 - La maternidad sacra, 1775 - Cómo ha llegado el Señor, 1775 - Bato con Bras, y Bartolo, 1775 - Gitanillas, 1775 - Oh pastor que has perdido, 1776 - Ay, ténganmele, señores, 1776 - Cántese de María, 1776 - Claro pastor divino, 1777 - En Adán todos pecaron, 1777 - Oigan, oigan, 1777 - Oigan un silogismo, 1778 - Pastoras alegres, 1778 - Bato vamos al portal, 1778 - Un francés y un gallego, 1779 - Aquel contador divino, 1780 - De los prodigios que son, 1780 - Salvador de mi vida, 1780 - Si por la primera culpa, 1780 - En tropa esta Noche Buena, 1780 - Con regocijo y contento, 1781 - Si perfecciona, 1782 - En esdrújulos claros, 1783 - El alcalde de Belén, 1783 - A Belén aquesta noche, 1784? | - Ay de pucha, 1784 - Hoy el dómine, 1784 - Jilguerillos acordes, 1785 - Cuatro infantes monacillos, 1785 - Jesús, María y Joseph, 1785 - Hoy sube a los cielos, 1786 - Qué tormenta, 1786 - Ya ha venido Francisquini, 1786 - Mercaderes del Cielo, 1787 - Decidme flores, 1787 - Dejando tristes los campos, 1787 - Lo neglo que somo gente, 1787 - Antón no quiere este año, 1787 - Triste caudal de lágrimas, 1788 - Afuela, afuela, 1788 - Negros de Guaranganá, 1788 - Los músicos de los reyes, 1788? - Ocupen alegres, 1788? - Ängeles del Cielo, 1789 - Llama a Pedro, 1789 - A de los cielos, 1790 - Ausencia tirana, 1790 - Ay, que se sube a los cielos, 1791 - La Ascensión triunfante, 1791 - Llevando el compás, 1791? |

## Einspielungen
- Al Norte fija, Oigan una jacarilla, Dulces filomenas, A la tierna María, La maternidad sacra, Ay, que se sube a los cielos und Jilguerillos acordes. CD Joyas del Barroco en Guatemala. Cristina Altamira, Ensemble Millennium, Dieter Lehnhoff, Dir. Guatemala: Universidad Rafael Landívar, 2006.
- Pastoras alegres, Gitanillas, Negros de Guaranganá, CD Tesoros de la Antigua Guatemala. Cristina Altamira, Mezzosopran; Ensemble Millennium, Dieter Lehnhoff, Dir. Guatemala: Universidad Rafael Landívar, 2003, IM 1103.